# Plano Diretor Municipal

## Conceito e fundamentos legais
O Plano Diretor Municipal (PDM) é o principal instrumento de planejamento urbano previsto pela legislação brasileira. Trata-se de uma lei municipal que orienta a ocupação do solo, o desenvolvimento urbano e a distribuição de recursos e equipamentos em uma cidade. Mais do que um conjunto de normas técnicas, o PDM tem um papel sociopolítico que expressa disputas sobre o uso do território e as diferentes visões de futuro para o espaço urbano.
De acordo com a Constituição Federal de 1988 (art. 182) e com o Estatuto da Cidade (Lei nº 10.257/2001), o PDM é obrigatório para os municípios com mais de 20 mil habitantes, para aqueles localizados em regiões metropolitanas ou que queiram aplicar instrumentos de regulação fundiária como o parcelamento, a edificação ou utilização compulsórios.
No campo das ciências sociais, o PDM é um reflexo das correlações de força entre diversos atores: Estado, setor imobiliário, movimentos sociais, moradores, técnicos e planejadores. Nesse sentido, sua elaboração e aplicação revelam como se produz a cidade e como se estruturam as desigualdades socioespaciais.
Historicamente, planos diretores foram utilizados tanto para fomentar grandes projetos urbanos e valorização imobiliária quanto para garantir direitos territoriais a grupos vulneráveis. Em alguns contextos, o PDM tem sido instrumento de remoções e gentrificação;em outros, de conquistas como as Zonas Especiais de Interesse Social (ZEIS) e a regularização fundiária.
Perspectivas recentes têm evidenciado a importância de incluir os pontos de vista de mulheres, populações negras e comunidades periféricas no planejamento urbano, devido aos impactos desproporcionais que sofrem em processos de remoção ou exclusão de equipamentos públicos.

## Histórico do planejamento urbano no Brasil

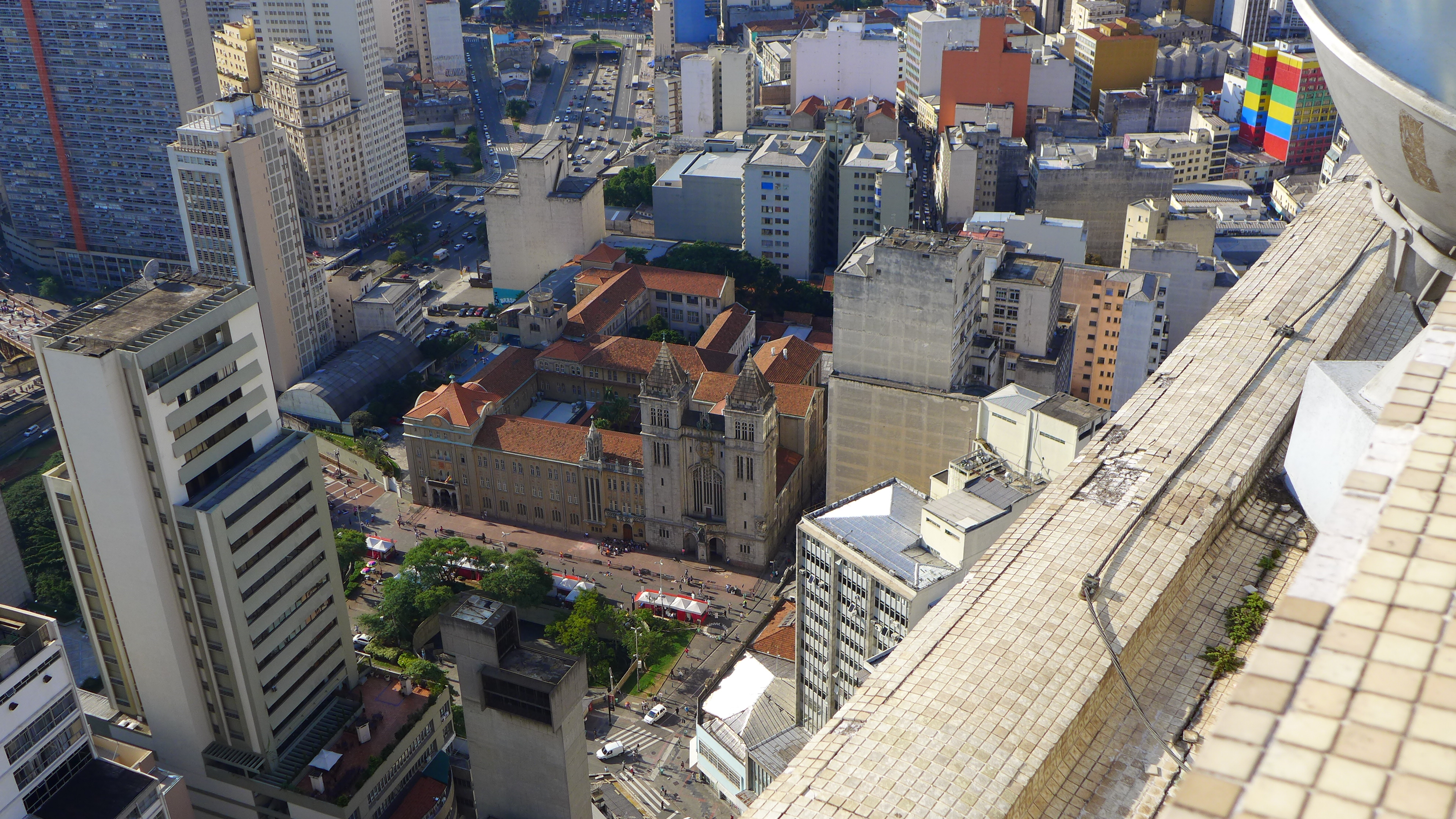
Plano Diretor é o instrumento essencial para o desenvolvimento dos centros urbanos brasileiros.

O Plano Diretor é essencial para o desenvolvimento dos centros urbanos brasileiros. Ainda, é necessário para dirigir o desenvolvimento dos municípios nos seus aspectos econômicos, físicos e sociais.
A cidade tem suas funções sociais: fornecer às pessoas condições de moradia, trabalho, saúde, educação, cultura, lazer, transporte etc. No entanto, o espaço da cidade é parcelado, sendo objeto de apropriação, tanto privada (terrenos e edificações) como estatal (ruas, praças, equipamentos etc.). Portanto o planejamento adequado e racional é necessário para propiciar desenvolvimento econômico e social. E é a partir daí que surgem os planos urbanísticos, com destaque para o Plano Diretor Municipal.
Dessa forma, seu objetivo geral é promover a ordenação dos espaços habitáveis do município e estabelecer uma estratégia de mudança no sentido de obter melhoria de qualidade de vida da comunidade local, viabilizando o pleno desenvolvimento das funções sociais do todo (a cidade) e das partes (cada propriedade em particular). Seus objetivos específicos dependem da realidade que pretendem transformar e serão definidos caso a caso.

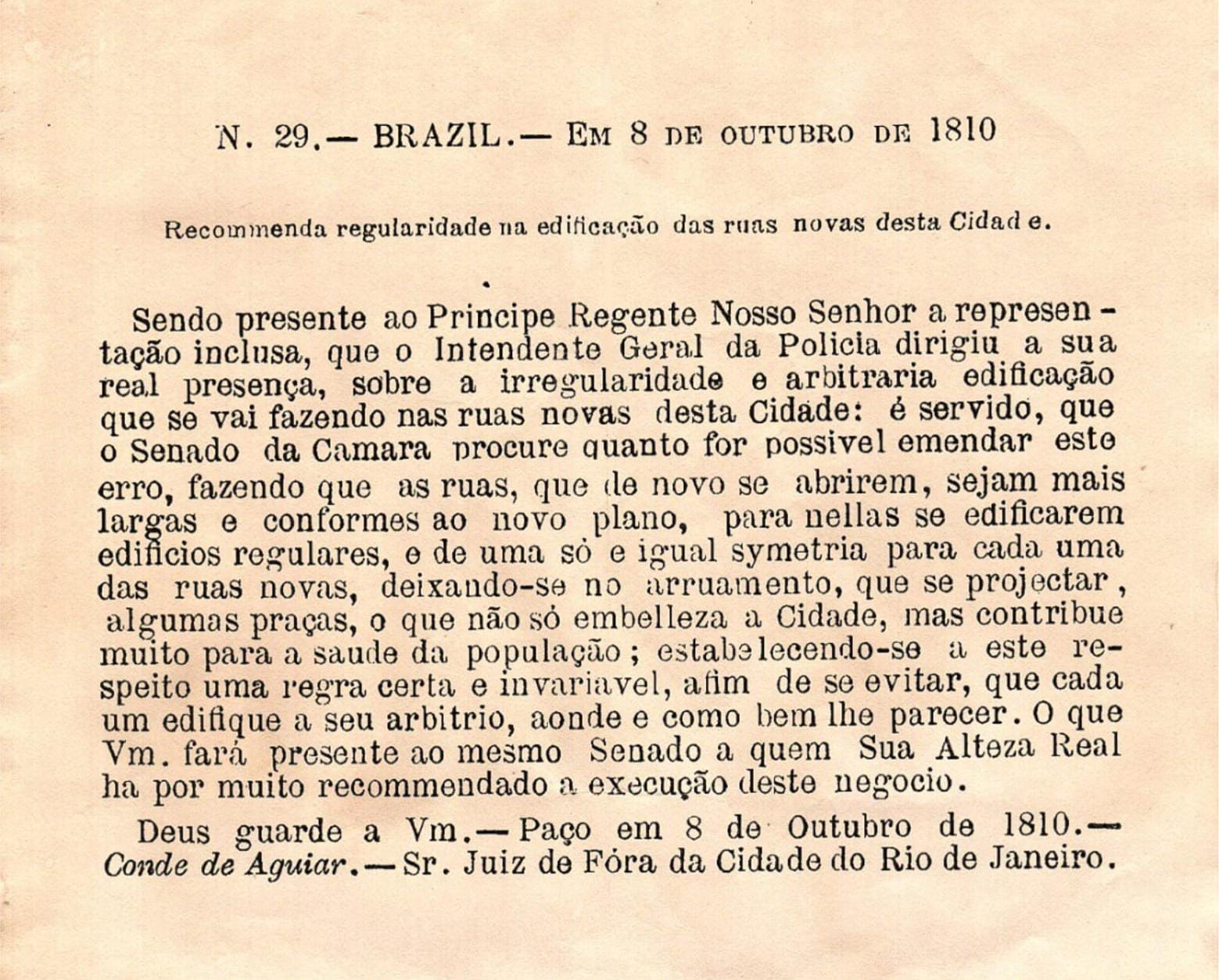
Ordem de D. João VI, em 1810, para que as edificações tivessem regras para ruas.

O planejamento urbano existiu, pelo menos de forma incipiente, desde o início da colonização portuguesa do Brasil, tornando-se mais constante e sofisticado com o desenvolvimento desta ciência por toda a Europa durante o Iluminismo, no século XVIII, com aplicação prática bastante extensa por todo o Brasil.
No século XIX, com o fim da escravidão e a decorrente migração de pessoas para os centros urbanos, houve um aumento populacional nas cidades que resultou em grandes problemas nas cidades, com o surgimento de cortiços e favelas. De maneira muito incipiente, iniciaram-se os debates sobre a necessidade de melhoramento das cidades, com foco na estética e nas questões higiênicas. Foi nesse contexto que o prefeito do Rio de Janeiro Pereira Passos instituiu, no início do século XX, a operação Bota-Abaixo, expulsando do centro da cidade os moradores de baixa renda.
Com o crescente desenvolvimento de uma classe operária nas cidades e com o florescimento de ideias modernas de urbanismo, ganhou consciência coletiva a necessidade de planejar como um todo a cidade e organizá-la de forma racional. Surgiram, então, os primeiros urbanistas, dentre eles o francês Alfredo Agache, responsável em 1930 pelo que pode ser considerado o primeiro plano diretor no Brasil, o chamado Plano Agache.
Como precursor, influenciou diversos outros planos diretores ao longo do século XX, que passaram a ser amplamente utilizados na forma de lei para regulamentar vários aspectos da vida nas cidades. Como exemplo, vemos os Planos Diretores de Desenvolvimento Integrado, comuns em grandes metrópoles ao longo do período.
Cabe ressaltar que esse planejamento, embora válido e necessário, mostrou-se insuficiente em face dos crescentes problemas urbanos acumulados ao longo do século 20 e mesmo nos anos mais recentes.

## PDM: conteúdo, elaboração e participação

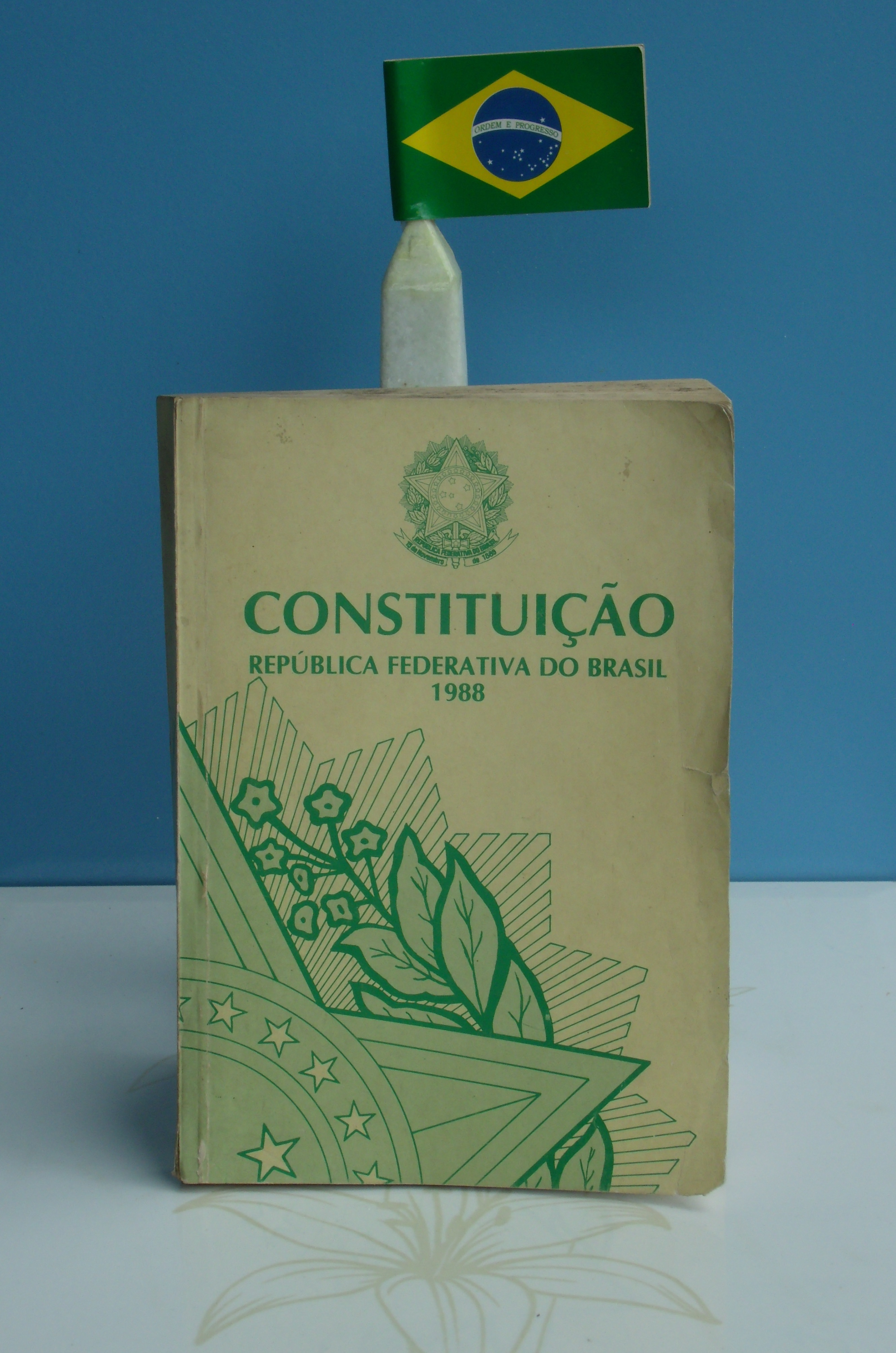
Constituição Federal de 1988, que tratou pela primeira vez do direito urbanístico.

A Constituição de 1988 representou um marco ao estabelecer a obrigatoriedade do plano para cidades com mais de 20 mil habitantes, ao reconhecer a política urbana como competência municipal e ao atribuir ao PDM o papel de definir a função social da propriedade urbana. Com isso, consolidou-se o Direito Urbanístico como disciplina jurídica, apesar de já existirem leis que dispunham sobre o planejamento urbano.Sendo assim, a definição dessa função social passa necessariamente a depender de um planejamento urbano geral, e não de uma decisão pontual, isolada.
Importante também o entendimento do Supremo Tribunal Federal de que o Plano Diretor é o instrumento legítimo para concretização da política de desenvolvimento e de expansão urbana, de modo que não é possível a criação de projetos urbanísticos de forma isolada e desvinculada do Plano Diretor.

### Estatuto da Cidade
O Estatuto da Cidade (Lei nº 10.257/2001), como lei federal e, portanto, norma geral de Direito Urbanístico, delineou o formato do Plano Diretor Municipal.
O art. 39 prescreve que a propriedade urbana cumpre sua função social quando atende às exigências fundamentais de ordenação da cidade expressas no Plano Diretor, assegurando o atendimento das necessidades dos cidadãos quanto à qualidade de vida, à justiça social e ao desenvolvimento das atividades econômicas, de acordo com as diretrizes do art. 2°, Estatuto da Cidade.
O Plano Diretor, nos termos do art. 40 e seu § 1° do Estatuto da Cidade, é o instrumento básico da política de desenvolvimento e expansão urbana e parte integrante do processo de planejamento, devendo o plano plurianual, as diretrizes orçamentárias e o orçamento anual incorporar as diretrizes e as prioridades nele contidas, tudo em prol de uma cidade sustentável. Isso porque, para concretização das diretrizes do plano diretor são necessários recursos públicos, os quais demandam prévia autorização orçamentária.
Outra previsão importante é que, assim como aqueles definidos na Constituição Federal (art. 182, §4º), os instrumentos urbanísticos previstos no Estatuto da Cidade - como a outorga onerosa de direito de construir (arts. 28 e 29), direito de preempção (art. 25), entre outros - só podem ser aplicados concretamente caso haja planejamento urbano, instituído por meio do plano diretor.

### Obrigatoriedade e instrumentos urbanísticos
Ainda que tenha sido na Constituição Federal de 1988 que tenha se consagrado o Plano Diretor Municipal, já havia como previsão para municípios com mais de 50 mil habitantes a criação de plano de parcelamento do solo urbano, previsto primeiramente na Lei do Parcelamento do Solo Urbano - Lei nº 6.766/79, posteriormente absorvida pela disposição constitucional. Em 1999, a Lei nº 9.785 alterou dispositivos da Lei nº 6.766/79, adequando-a à Constituição Federal de 1988 e incorporando a figura do Plano Diretor como central da política urbana. Essa lei também impôs maior responsabilidade aos municípios e simplificou procedimentos para projetos de interesse público, especialmente os voltados à habitação social, ao incluir o art. 53-A, que conferiu caráter de interesse público aos parcelamentos vinculados a programas habitacionais municipais.
O Estatuto da Cidade também estabelece a sua obrigatoriedade para a utilização dos instrumentos urbanísticos de intervenção urbana por ele definidos, conforme visto acima. Sendo assim, mesmo que o Município não esteja abarcado nas hipóteses que obrigam a edição do Plano Diretor, caso queira lançar mão desses instrumentos, será necessário editá-lo.
Além disso, o art. 41 do Estatuto da Cidade também traz outras hipóteses, expandindo as exigências estabelecidas pela Constituição Federal. Por isso, alguns autores chegam, inclusive, a contestar a constitucionalidade desse artigo. O artigo estabelece a obrigatoriedade para municípios  integrantes de regiões metropolitanas e aglomerações urbanas (inciso II) onde o Poder Público municipal pretenda utilizar os instrumentos previstos no § 4º do art. 182 da Constituição Federal (inciso III), integrantes de áreas de especial interesse turístico (inciso IV), inseridas na área de influência de empreendimentos ou atividades com significativo impacto ambiental de âmbito regional ou nacional (inciso V), incluídas no cadastro nacional de Municípios com áreas suscetíveis à ocorrência de deslizamentos de grande impacto, inundações bruscas ou processos geológicos ou hidrológicos correlatos (inciso VI). Merece destaque o Acórdão do Supremo Tribunal Federal que julgou inconstitucional a possibilidade do Estado de Goiás de fixar a obrigatoriedade de edição do Plano Diretor para cidades com mais de cinco mil habitantes, abaixo do estabelecido na Constituição Federal.
Cabe ressaltar que, omitir-se na instituição do Plano Diretor é o mesmo que negar execução à lei federal, incorrendo o prefeito em crime de responsabilidade, conforme estatui o art. 1°, XIV, do Decreto-lei federal N° 201/67, que dispõe sobre a responsabilidade de prefeitos e vereadores.
O Plano Diretor deve ser aprovado pelo Legislativo local, com ampla participação da população. A Constituição Federal teve como intenção vincular o planejamento urbano a um ato do Poder Legislativo do município (art. 182, §1º). Dessa forma, não basta apenas uma decisão do chefe do Poder Executivo para promoção do desenvolvimento urbano, mas uma ação em conjunto com o Poder Legislativo municipal, de modo que o processo inteiro de elaboração seja feito em conjunto com a população, por meio de processos participativos previstos em lei.
O Plano Diretor não pode ser dividido em várias leis esparsas, devendo respeitar ao princípio da unicidade. Da mesma forma, não pode haver dois planos vigentes para o mesmo município, uma vez que deve sempre englobar todo o território do município.
De forma a não engessar demais as normas urbanísticas previstas no Plano Diretor e não causar um descompasso prejudicial entre a realidade urbana e as políticas de desenvolvimento, há previsão no Estatuto da Cidade (art. 40 §3º) para que este seja revisado, pelo menos, a cada dez anos, sendo comum, ao mesmo tempo, revisões periódicas pontuais. Dessa forma, garante-se que o Plano Diretor acompanhará as alterações sociais, econômicas e tecnológicas, bem como o crescimento da cidade e as novas necessidades decorrentes das alterações do perfil de cada município. Tratando-se de lei municipal, suas posteriores alterações também deverão vir na forma de lei municipal, observado o competente processo legislativo.
É importante destacar que as formas de parcelamento, uso ou ocupação do solo não necessariamente devam ser inteiramente disciplinadas pela Lei do Plano Diretor, de acordo com o entendimento do Supremo Tribunal Federal, em sede de repercussão geral. Há determinados modos de aproveitamento do solo urbano que, pelas suas singularidades, podem, legitimamente, receber disciplina jurídica autônoma pelos Municípios, de acordo com a competência atribuída pela Constituição Federal.

### Projeto e conteúdo
Há certamente um caráter político jurídico na elaboração do Plano Diretor, mas também há necessidade de contar com conhecimentos técnicos que requerem profissionais de formação específica (arquitetos, urbanistas, engenheiros etc.). Os projetos que estes venham a desenvolver no contexto de elaboração do plano, por necessitarem de contratação formal, devem passar pelo processo de licitação da Lei nº 8.666/93, sem prejuízo das eventuais exceções previstas.
Conforme o artigo 182, §1º da Constituição Federal, é o Plano Diretor o "instrumento básico da política de desenvolvimento e expansão urbana". O texto constitucional delineou, basicamente, três “contornos jurídicos básicos” para o Plano Diretor Municipal: (i) sua instituição por meio de lei municipal, de competência do Poder Legislativo Municipal; (ii) ser um instrumento básico da política de desenvolvimento e expansão urbana; (iii) sua edição obrigatória para cidades com mais de vinte mil habitantes e facultativas às com população inferior a esse número.
O Estatuto da Cidade estabeleceu o conteúdo mínimo do Plano Diretor em seu art. 42, incluindo, por exemplo: (i) à delimitação das áreas urbanas poderá ser aplicado o parcelamento, edificação ou utilização compulsórios, considerando a existência de infraestrutura e de demanda para utilização; e (ii) um sistema de acompanhamento e controle.
Existem ainda mais exigências mínimas do Estatuto da Cidade sob o Plano Diretor delineados no art. 42-A, mas aplicáveis apenas aos municípios incluídos no cadastro nacional de municípios com áreas suscetíveis à ocorrência de desastres naturais. Dentre as exigências, tem-se:
1. um mapeamento das áreas suscetíveis à ocorrência de deslizamentos de grande impacto, inundações bruscas ou processos geológicos ou hidrológicos correlatos;
2. planejamento de ações de intervenção preventiva e realocação de população de áreas de risco de desastre;
3. medidas de drenagem urbana necessárias à prevenção e à mitigação de impactos de desastres; dentre outras elencadas.

Como visto, a elaboração do Plano Diretor Municipal pode ser concedida por meio de licitação a terceiro, pessoa física ou jurídica. Uma empresa privada com os objetivos de planejamento urbano ou um profissional engenheiro experiente são exemplos de quem poderia realizar tal empreitada. A coordenação, porém, sempre fica incumbida aos órgãos municipais afins, bem como a elaboração do projeto de lei de Plano Diretor não deixa de ser de competência da Secretária Municipal de Assuntos Jurídicos ou de órgão equivalente.
Pode-se dividir a elaboração do Plano Diretor Municipal em quatro fases:
1. Estudos Preliminares: avaliação sumária da situação e dos problemas de desenvolvimento urbano, estabelece as características e o nível de profundidade dos estudos subsequentes e institui a política de planejamento municipal.
2. Diagnóstico: pesquisa e análise em profundidade dos problemas de desenvolvimento, identifica e considera as variáveis para a solução desses problemas e prevê sua evolução.
3. Plano de Diretrizes: fixa a política para a solução dos problemas escolhidos e fixa objetivos e diretrizes da organização territorial
4. Instrumentação do plano: (estudo e elaboração do instrumento de atuação, de acordo com as diretrizes estabelecidas, e identifica as medidas para atingir os objetivos escolhidos.

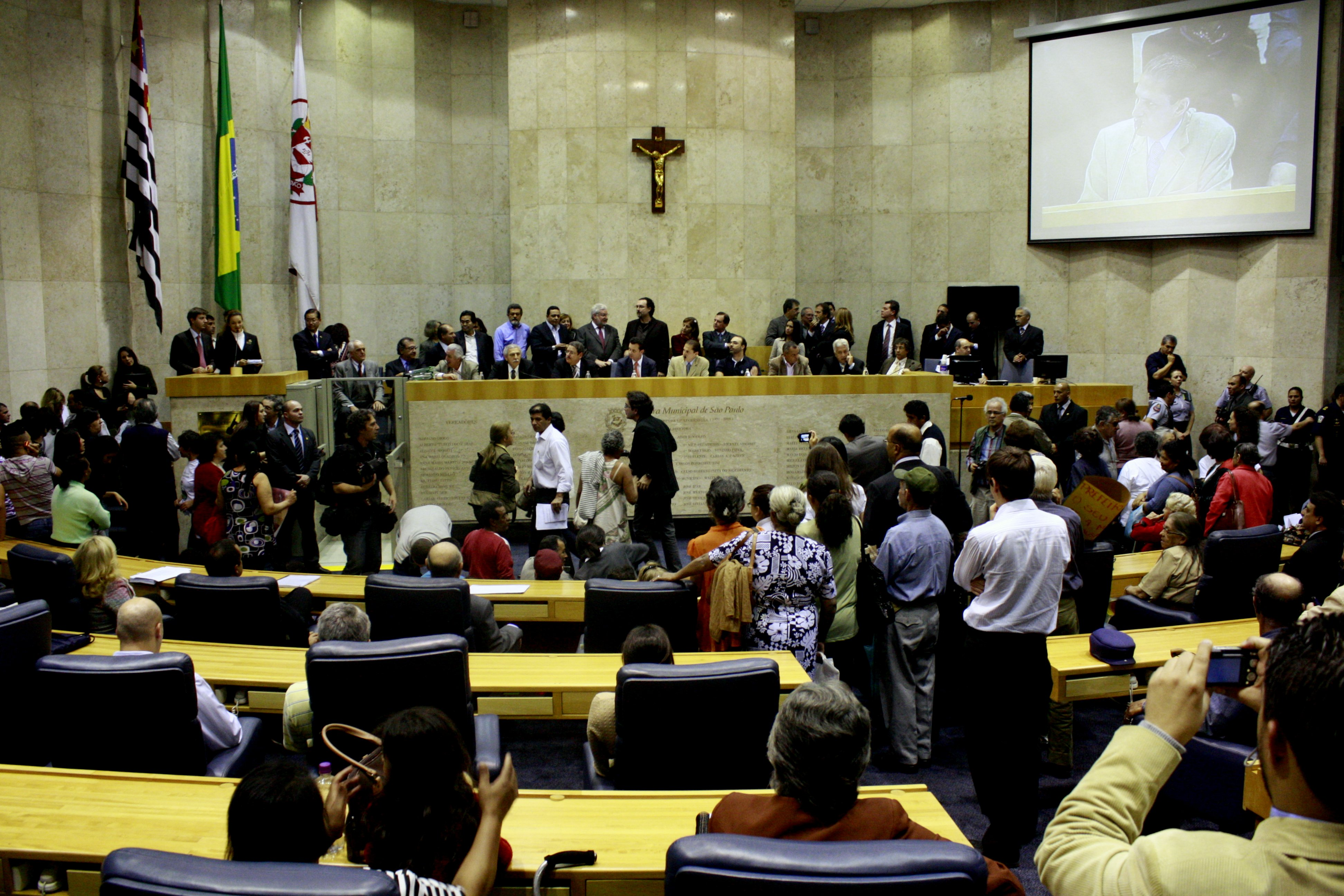
Foto da Audiência Pública realizada pela Câmara Municipal de São Paulo para discussão do Plano Diretor.

Ponto de destaque na elaboração do Plano Diretor Municipal são as audiências e debates com a participação da população e de associações representativas dos vários segmentos da comunidade. Com previsão no Art. 40, §4º do Estatuto da Cidade, os Poderes Legislativo e Executivo são os promotores dessas audiências públicas, além de serem responsáveis pela publicidade e pelo acesso de qualquer interessado aos documentos e informações produzidos.
Autores apontam que o processo de elaboração do Plano Diretor, se prescindido da participação popular, costuma resultar em documentos que legitimam práticas de gentrificação, remoções e valorização imobiliária. A participação frequentemente ocorre de forma simbólica ou limitada, sendo dominada por interesses tecnocráticos e empresariais.

### Execução, revisão e fiscalização
Também fica a cargo do Município a implantação e fiscalização das regras do Plano Diretor Municipal. A primeira trata da observância e execução de seus dispositivos, quando já em vigor a lei do Plano Diretor Municipal. É possível, caso haja necessidade, a edição de leis específicas para a regulamentação dessa fase e a elaboração de planos executivos, conforme disposto no art. 5º do Estatuto da Cidade, que trata da lei municipal específica para “o parcelamento, a edificação ou a utilização compulsórios do solo urbano não edificado, subutilizado ou não utilizado, devendo fixar as condições e os prazos para implementação da referida obrigação”.
A fiscalização, por sua vez, envolve o exercício do poder de polícia municipal, tendo em vista conformar a atuação das pessoas físicas e jurídicas e entidades públicas (União, Estado, Município), governamentais (empresa pública, sociedade de economia mista) e privadas (sociedades mercantis, industriais, de prestação de serviços) aos termos, condições e procedimentos prescritos e regulados pela lei do Plano Diretor e seus regulamentos.
O Estatuto da Cidade ampliou o rol de hipóteses em que pode incorrer o prefeito em improbidade administrativa (art. 52). Dentre as novas previsões, incluiu-se a obrigação de tomar as providências necessárias para cumprir, por exemplo, a convocação das audiências públicas com a população durante a elaboração do projeto do Plano.

Município de Pinheiro Machado.

Apesar de não tão comuns, os casos em que se imputou improbidade administrativa a um prefeito por não elaboração do Plano Diretor existem. Em 04 de novembro de 2011, o prefeito Luiz Fernando de Ávila Leivas, do Município de Pinheiro Machado, foi condenado por improbidade administrativa após insistentemente se negar a elaborar um Plano Diretor para seu município. Após ação civil pública movida pelo Ministério Público do Rio Grande do Sul, ficou decidido que a existência de empreendimentos e atividades que poderiam causar impactos ambientais na região tornava a elaboração do Plano Diretor obrigatória nos termos do artigo 41, inciso V do Estatuto da Cidade.
Exemplos de Planos Diretores, considerando as cidades capitais de estados do Brasil.
| Capital        | Estado | Lei do Plano Diretor Municipal |
| -------------- | ------ | ------------------------------ |
| São Paulo      | SP     | Lei nº 16.050/14               |
| Rio de Janeiro | RJ     | Lei nº 111/2011                |
| Vitória        | ES     | Lei nº 6.705/2006              |
| Belo Horizonte | MG     | Lei nº 11.181/2019             |
| Curitiba       | PR     | Lei nº 14.771/2015             |
| Florianópolis  | SC     | Lei nº 482/2014                |
| Porto Alegre   | RS     | Lei nº 434/1999                |
| Rio Branco     | AC     | Lei nº 1.611/2006              |
| Maceió         | AL     | Lei nº 5.486/2005              |
| Macapá         | AP     | Lei nº 026/2004                |
| Manaus         | AM     | Lei nº 002/2014                |
| Salvador       | BA     | Lei nº 7.400/2008              |
| Fortaleza      | CE     | Lei nº 009/2008                |
| Brasília       | DF     | Lei nº 803/2009                |
| Goiânia        | GO     | Lei nº 171/2007                |
| São Luís       | MA     | Lei nº 4.669/2006              |
| Cuiabá         | MT     | Lei nº 150/2007                |
| Campo Grande   | MS     | Lei nº 094/2006                |
| Belém          | PA     | Lei nº 8.655/2008              |
| João Pessoa    | PB     | Lei nº 003/1992                |
| Recife         | PE     | Lei nº 17.511/2008             |
| Teresina       | PI     | Lei nº 3.558/2006              |
| Natal          | RN     | Lei nº 082/2007                |
| Porto Velho    | RO     | Lei nº 311/2008                |
| Boa Vista      | RR     | Lei nº 924/2006                |
| Aracaju        | SE     | Lei nº 42/2000                 |
| Palmas         | TO     | Lei nº 14/2006                 |